# Saint-Brice-de-Landelles
Saint-Brice-de-Landelles és un municipi francès situat al departament de la Manche i a la regió de Normandia. L'any 2007 tenia 628 habitants.

## Demografia

### Població
El 2007 la població de fet de Saint-Brice-de-Landelles era de 628 persones. Hi havia 260 famílies de les quals 61 eren unipersonals (38 homes vivint sols i 23 dones vivint soles), 107 parelles sense fills, 88 parelles amb fills i 4 famílies monoparentals amb fills.
La població ha evolucionat segons el següent gràfic:
Habitants censats

### Habitatges
El 2007 hi havia 314 habitatges, 260 eren l'habitatge principal de la família, 26 eren segones residències i 28 estaven desocupats. 313 eren cases i 1 era un apartament. Dels 260 habitatges principals, 210 estaven ocupats pels seus propietaris, 45 estaven llogats i ocupats pels llogaters i 5 estaven cedits a títol gratuït; 2 tenien una cambra, 22 en tenien dues, 46 en tenien tres, 78 en tenien quatre i 112 en tenien cinc o més. 242 habitatges disposaven pel capbaix d'una plaça de pàrquing. A 113 habitatges hi havia un automòbil i a 132 n'hi havia dos o més.

### Piràmide de població
La piràmide de població per edats i sexe el 2009 era:
| Homes | Edats   | Dones |
| ----- | ------- | ----- |
| 0     | 95 o +  | 0     |
| 4     | 90 a 94 | 0     |
| 0     | 85 a 89 | 0     |
| 0     | 80 a 84 | 4     |
| 4     | 75 a 79 | 4     |
| 20    | 70 a 74 | 16    |
| 32    | 65 a 69 | 40    |
| 24    | 60 a 64 | 28    |
| 4     | 55 a 59 | 8     |
| 32    | 50 a 54 | 24    |
| 32    | 45 a 49 | 12    |
| 12    | 40 a 44 | 12    |
| 24    | 35 a 39 | 36    |
| 36    | 30 a 34 | 16    |
| 20    | 25 a 29 | 24    |
| 16    | 20 a 24 | 8     |
| 8     | 15 a 19 | 4     |
| 32    | 10 a 14 | 20    |
| 16    | 5 a 9   | 20    |
| 8     | 0 a 4   | 16    |

## Economia
El 2007 la població en edat de treballar era de 373 persones, 271 eren actives i 102 eren inactives. De les 271 persones actives 249 estaven ocupades (142 homes i 107 dones) i 22 estaven aturades (9 homes i 13 dones). De les 102 persones inactives 49 estaven jubilades, 26 estaven estudiant i 27 estaven classificades com a «altres inactius».

### Ingressos
El 2009 a Saint-Brice-de-Landelles hi havia 264 unitats fiscals que integraven 634 persones, la mediana anual d'ingressos fiscals per persona era de 15.123 €.

### Activitats econòmiques
Dels 15 establiments que hi havia el 2007, 1 era d'una empresa extractiva, 5 d'empreses de fabricació d'altres productes industrials, 2 d'empreses de construcció, 1 d'una empresa de comerç i reparació d'automòbils, 1 d'una empresa de transport, 1 d'una empresa d'hostatgeria i restauració, 2 d'empreses d'informació i comunicació, 1 d'una empresa de serveis i 1 d'una empresa classificada com a «altres activitats de serveis».
Dels 2 establiments de servei als particulars que hi havia el 2009, 1 era una lampisteria i 1 electricista.
L'any 2000 a Saint-Brice-de-Landelles hi havia 77 explotacions agrícoles que ocupaven un total de 924 hectàrees.

## Poblacions més properes
El següent diagrama mostra les poblacions més properes.